# Járda

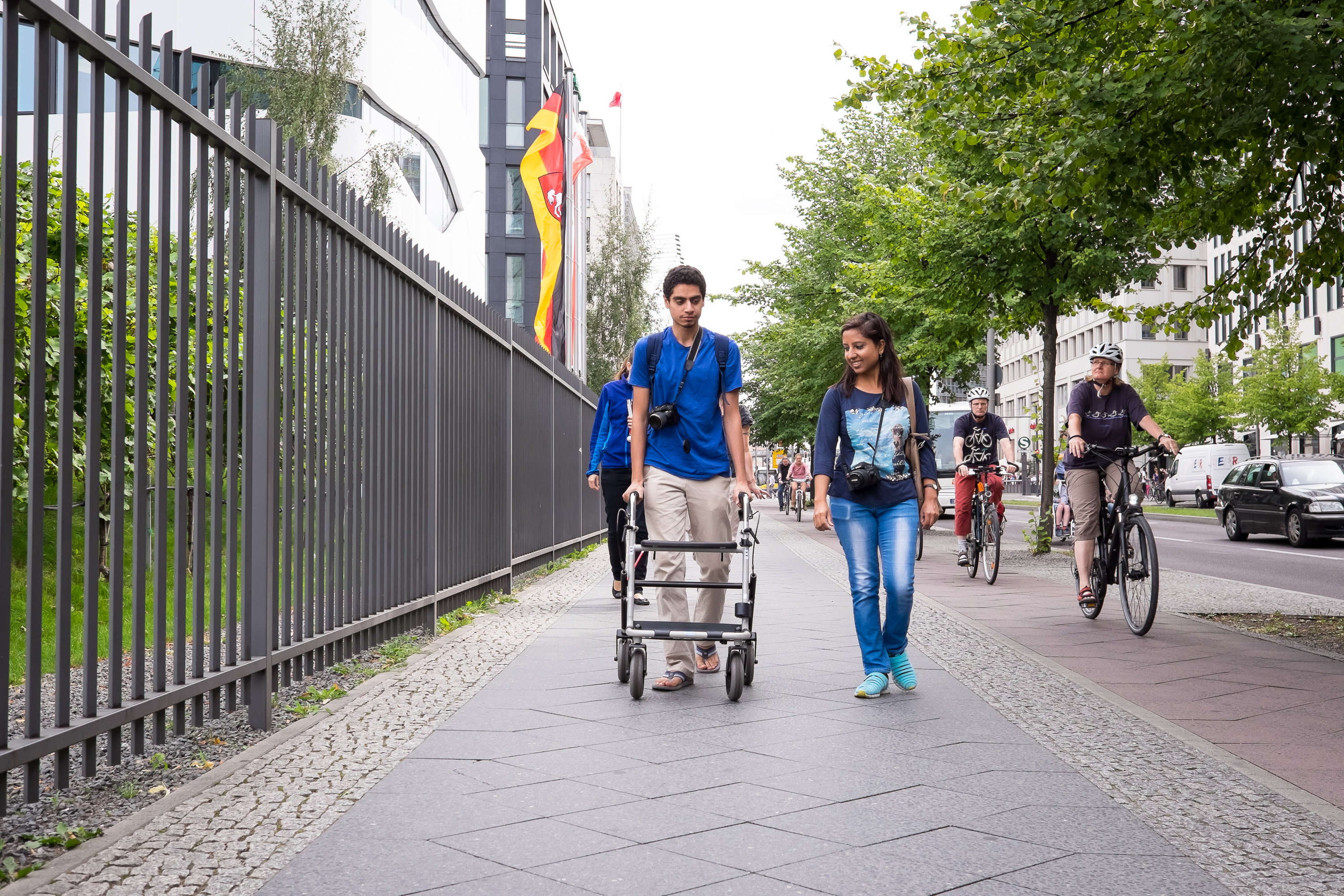
Járda a berlini Ebertstraßén, kijelölt kerékpárúttal

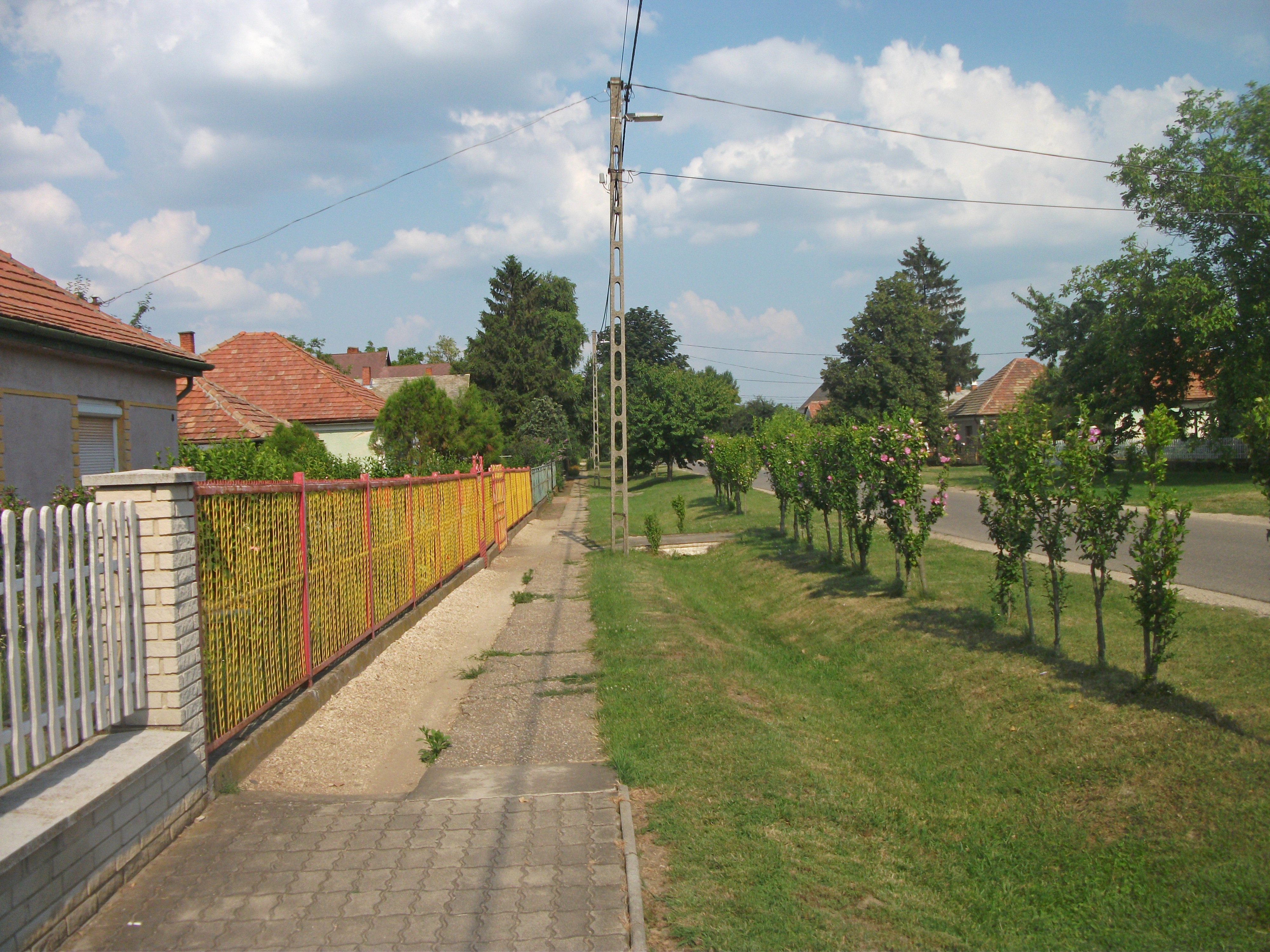
Járda Zichyújfaluban, az Ady Endre utcában

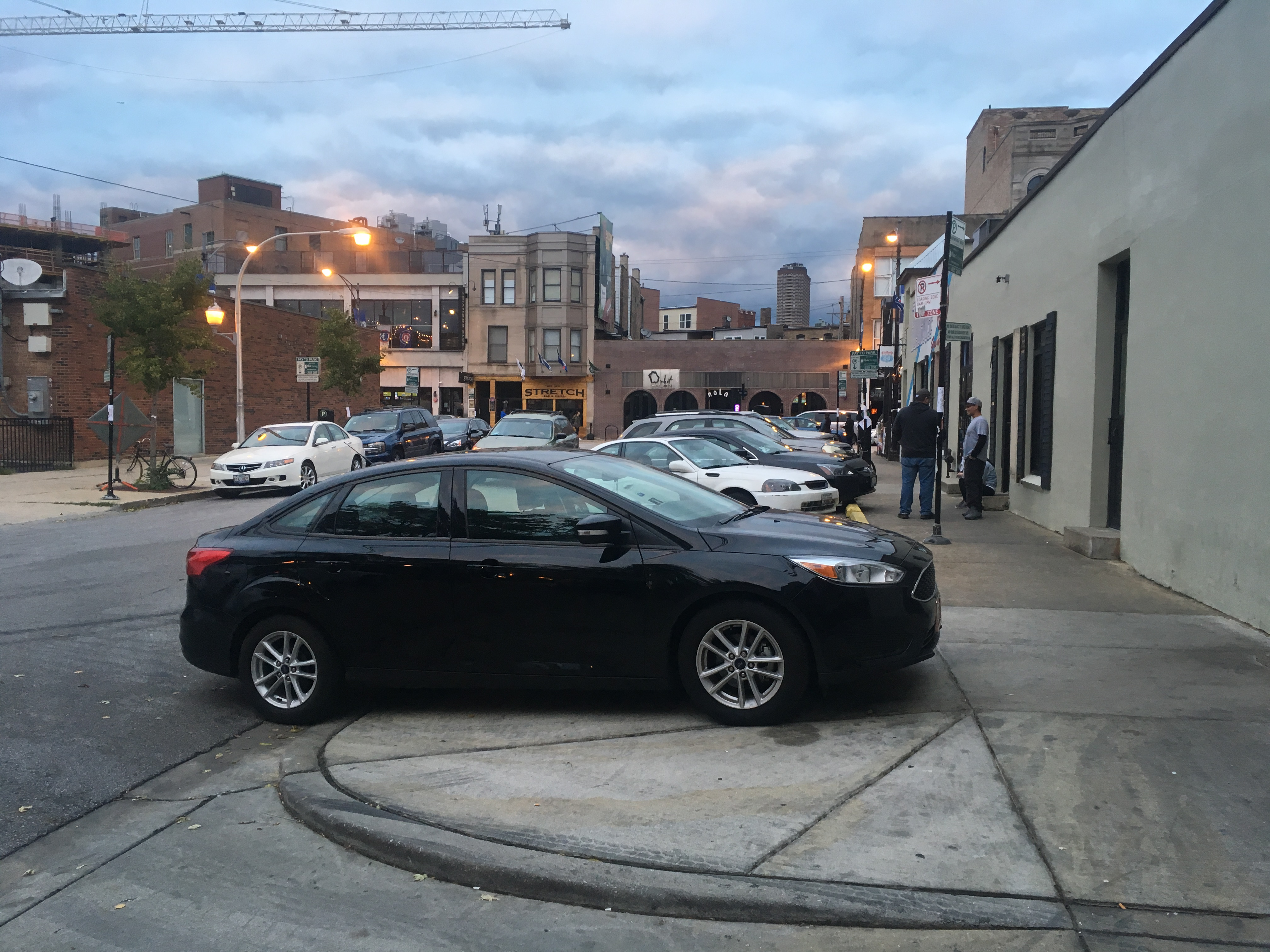
Szabályos parkolás a járdán

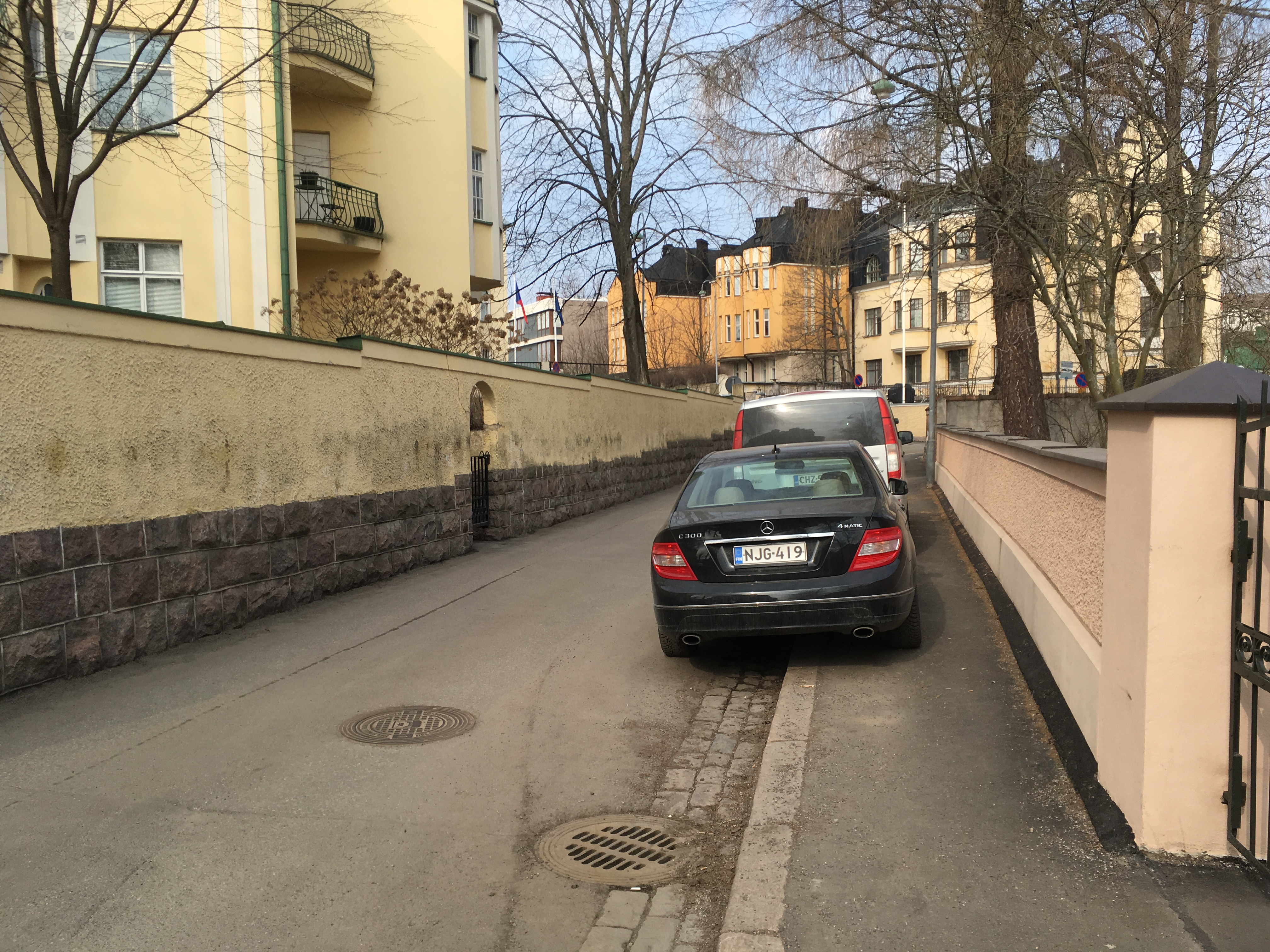
Parkolás két kerékkel a járdán

A járda vagy gyalogjárda a gyalogosok közlekedésére szolgáló, aszfaltozott, betonozott vagy lekövezett útszakasz a járműforgalmat bonyolító út(test) mellett, többnyire a házak falához vagy kerítéséhez illesztve.

## A járdán való közlekedés szabályai
Ezen a helyen a gyalogos közlekedést akadályozni vagy megnehezíteni nem szabad. A járda más célra való állandó elfoglalása tilos! Az áruszállításhoz szükséges fel- vagy lerakodás csak úgy történhet, hogy az ne kényszerítse a gyalogosokat az úttestre. Ha a rakodás enélkül nem oldható meg, az úttesten el kell keríteni egy részt a gyalogosok számára. A lerakodásnak haladéktalanul meg kell kezdődnie és folyamatosan kell történnie. A közlekedési útba belógó, ezáltal balesetveszélyes cég- és hirdetőtáblák alkalmazása tilos! A járdán kerékpárral csak akkor szabad közlekedni, ha az úttesten az nem lehetséges, maximum 10 km/h sebességgel. Gyermekek kerékpárral, mozgássérültek kerekesszékkel közlekedhetnek rajta. (A felfestéssel vagy KRESZ-táblával jelölt rész már kerékpárútnak minősül). Gépjárművel, nagyobb térfogatú tárgyakkal, amelyek a járdán a közlekedést akadályozhatják, közlekedni nem szabad.

## Kapubejáró
A járdára nyíló kapuk szárnyai csak befelé nyílhatnak, hogy a közlekedést ne veszélyeztessék ill. ne akadályozzák.

## Várakozás a járdán
Személygépkocsival, amennyiben ez engedélyezett, csak úgy szabad a járdán várakozni, hogy másfél méteres helyet szabadon kell hagyni a gyalogosok számára. Ettől szűk, történelmi sikátorokban el lehet tekinteni, amennyiben a várakozás két kerékkel a járdán van előírva. Kisteherautóval csak akkor szabad, ha kifejezetten ez a parkolás előírt (kijelölt) módja, és a kocsiszekrény vagy platója nem lóghat túl a jelzésen.